# Skrętnica

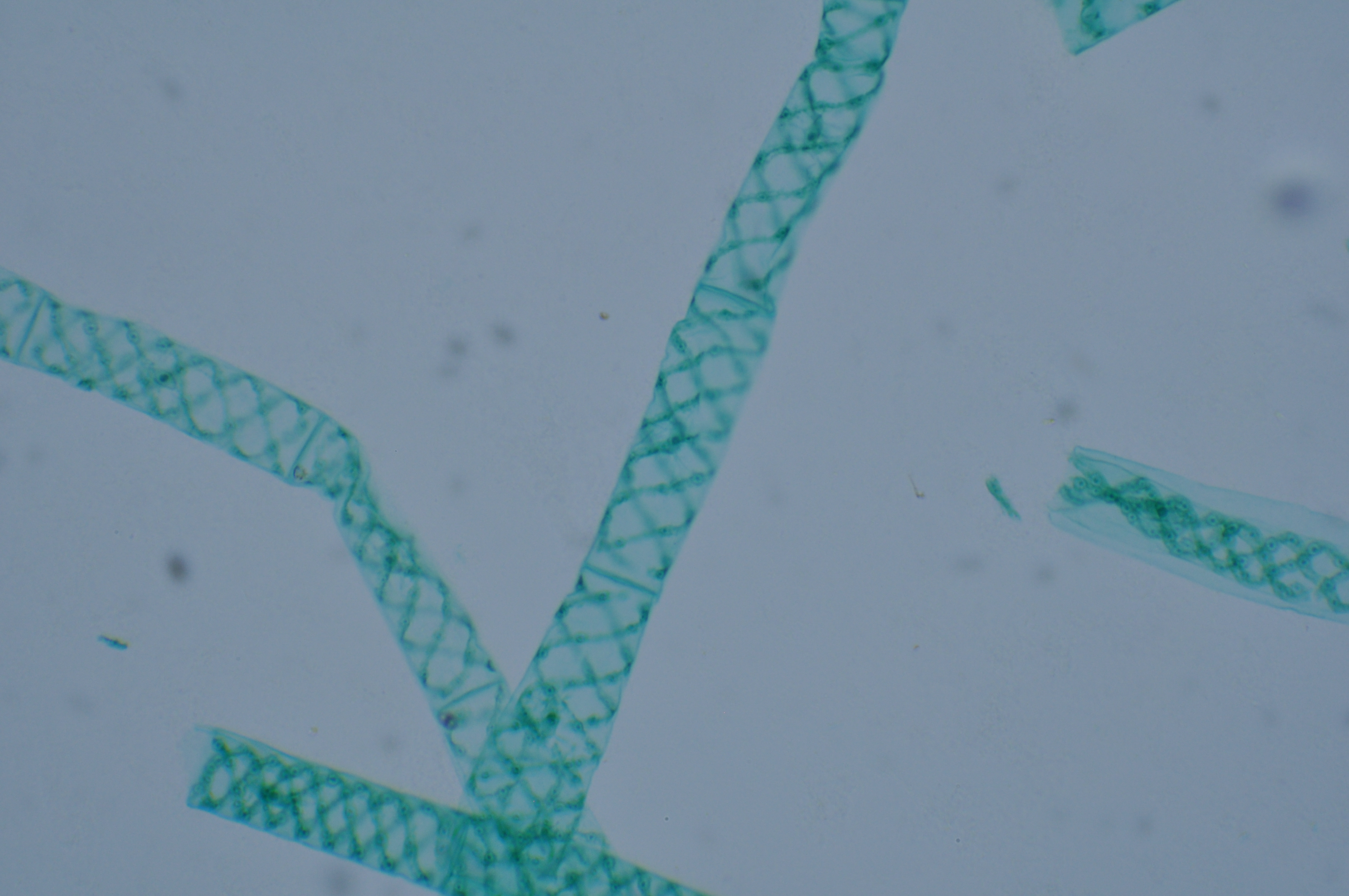
Skrętnica pod mikroskopem świetlnym, w centralnej części zdjęcia widoczne jądro jednej z komórek.

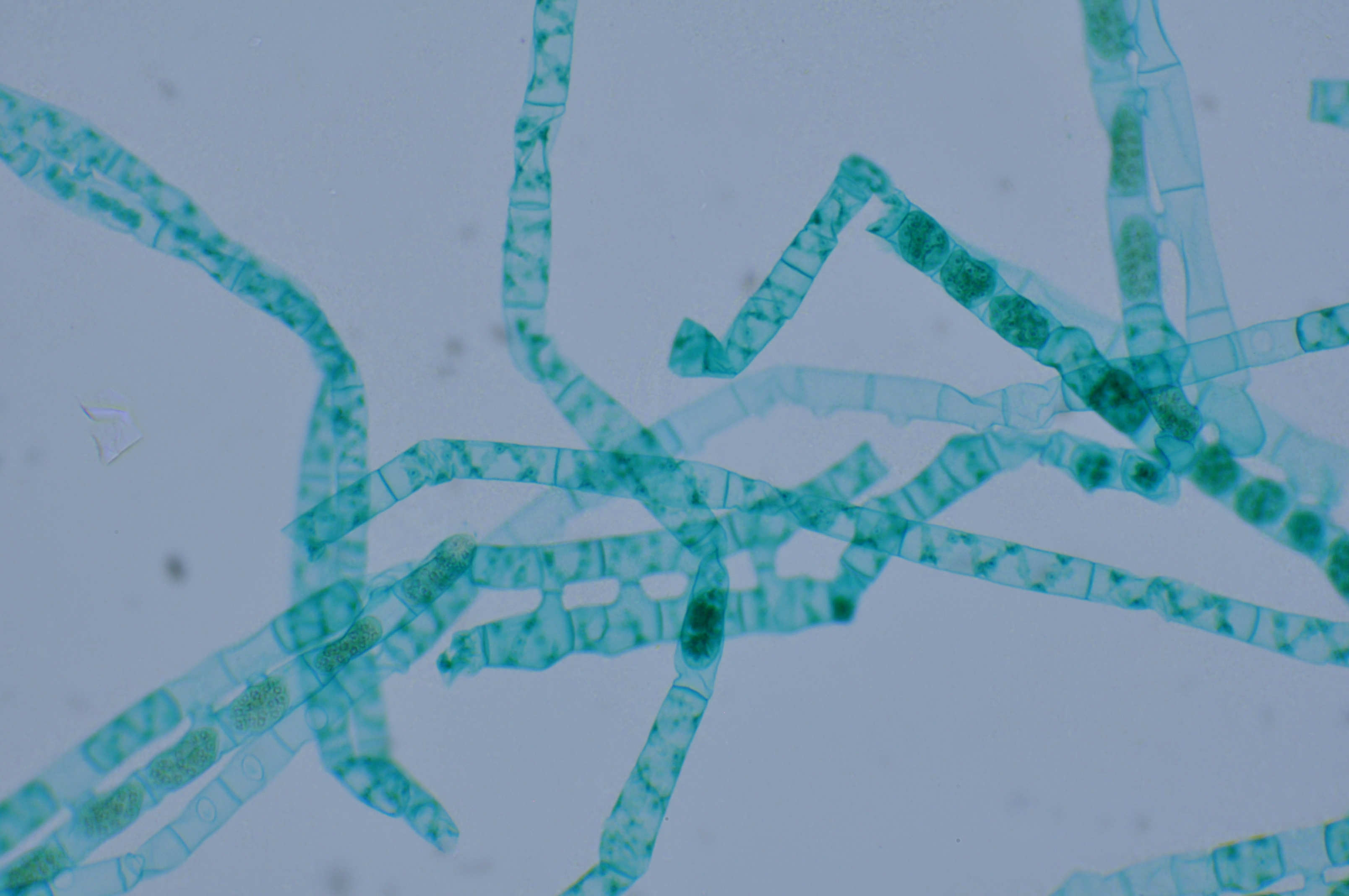
Skrętnica pod mikroskopem świetlnym, komórki podczas koniugacji.

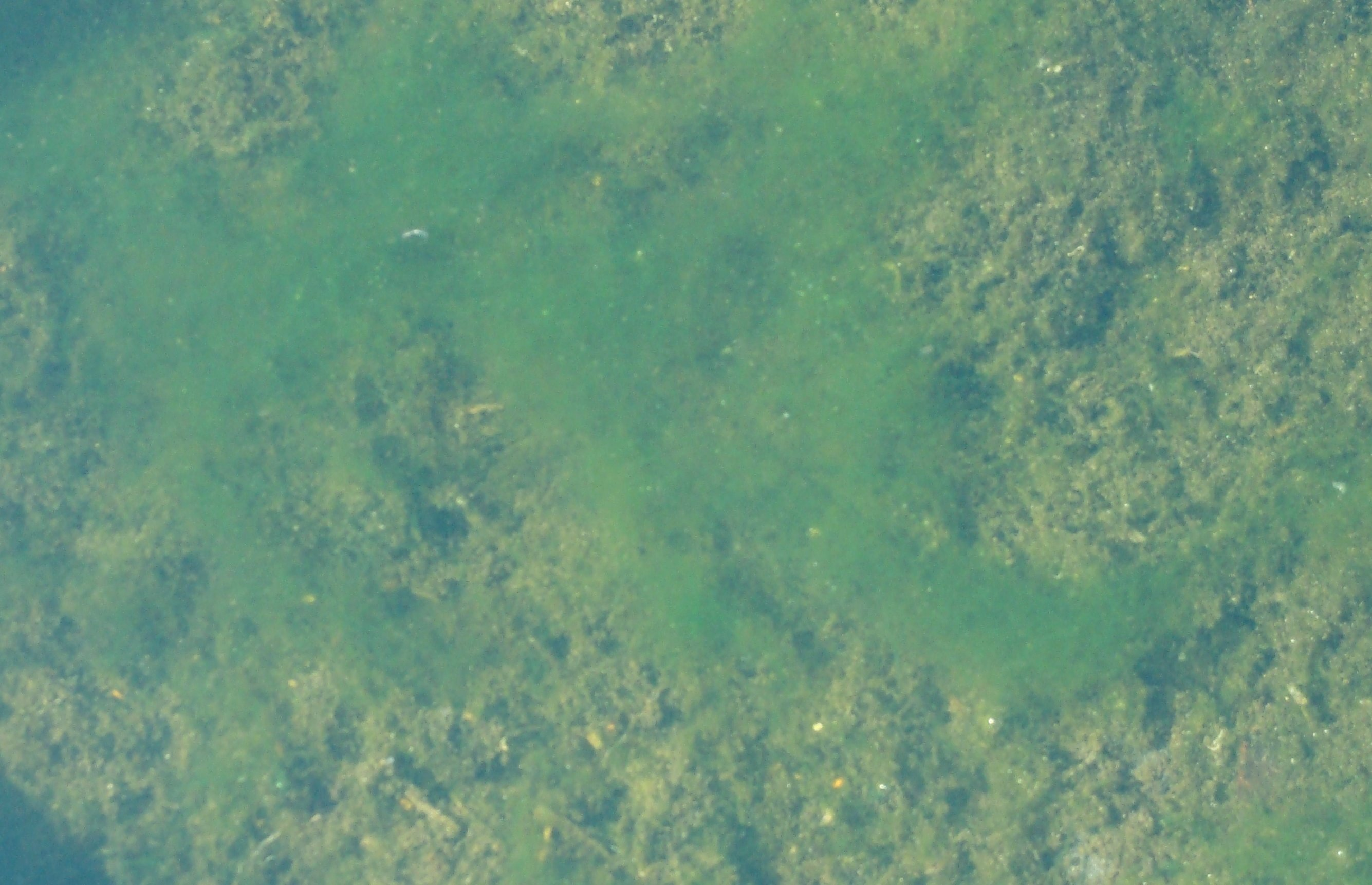
Młoda plecha – widać jeszcze nitkowatą budowę

Skrętnica (Spirogyra) – rodzaj glonów z grupy zielenic (ramienic). Występuje w niewielkich zbiornikach wodnych.
W serwisie AlgaeBase w połowie 2016 r. zebrano informacje o ponad 500 gatunkach o zweryfikowanym statusie i kilkuset gatunkach, które uznano za synonimiczne.

## Morfologia i anatomia
Plecha nitkowata, zbudowana z walcowatych komórek o średnicy od 10 do ponad 200 μm (zwykle 20–60 µm) i kilkukrotnie większej długości. Komórki otoczone dwuwarstwową ścianą komórkową – wewnątrz celulozową, na zewnątrz śluzowatą, pektynową. Nici tworzą skupienia, a ze względu na śluzowatość są zauważalnie śliskie w dotyku. Rzadko wytwarzane są chwytniki. Plechy nie rozgałęziają się. Nici są jasnozielone i tworzą zbite maty, nieraz przyczepione do podłoża lub pływające wolno na powierzchni wody lub w toni. Nici są jednakobiegunowe. Poszczególne komórki łączy ześluzowaciała ściana pektynowa. Nić może się rozpadać w miejscu błon poprzecznych na odcinki o dowolnej liczbie komórek (także na pojedyncze), przez co bywa określana jako cenobium jednokomórkowców.
Komórki jednojądrowe. Chloroplasty w postaci helikalnie ułożonych przy ścianie komórkowej wstęg. W komórce od 1 do 15 chloroplastów, przy czym w obrębie nici liczba chloroplastów na komórkę stała. Pirenoidy dyskowate, liczne. W komórce znajduje się duża wakuola i jądro komórkowe otoczone cytoplazmą. Zewnętrzna warstwa cytoplazmy (ektoplazma) i zawieszone w niej chloroplasty nie wykazuje ruchów, natomiast wewnętrzna jej warstwa, zarówno w części obwodowej komórki, jak i w pasmach cytoplazmy przebijających wakuolę wykazuje cyrkulację o zmiennym kierunku i tempie. W komórce mogą występować kryształki aragonitu. Chromosomy zwykle drobne, mniej więcej kuliste (<1,5 µm), rzadko wrzecionowate (>4 µm). Komórki dzielą się zwykle nocą.
Różnice morfologiczne czasem wiążą się z poliploidią. Mogą one sprawiać wrażenie różnic międzygatunkowych, a wiele gatunków mogło powstać na skutek stosunkowo niedawnej poliploidyzacji.

## Rozmnażanie i cykl życiowy
Nie są znane postacie uwicione. Często pojawiają się aplanospory i akinety, podczas gdy partenospory są rzadsze. Pomnażanie wegetatywne może nastąpić na skutek rozpadu nici na pojedyncze komórki, które potem dają początek nowym niciom. Rozmnażanie płciowe odbywa się przez koniugację, najczęściej drabinkową, krzyżową (tj. ameboidalne protoplasty pełniące funkcję gamet męskich lub żeńskich (anizogamia, w której gamety różnią się ruchliwością, ale nie morfologią) pochodzą z obu nici). Koniugacja boczna występuje rzadziej. W hodowli koniugacja najczęściej zachodzi między nićmi jednego klonu, ale nie zawsze, natomiast nie jest jasne, jakie są proporcje w naturze. Podstawową formą życiową jest haplont (liczba chromosomów n zawiera się w przedziale od 3 do 80). Powstała w wyniku koniugacji zygospora przechodzi mejozę. Ma ona barwę od żółtej do brązowej i mniej więcej elipsoidalny kształt. Pokryta jest trójwarstwową ścianą komórkową (endospora, mezospora i egzospora). Egzospora i endospora są zbudowane głównie z celulozy i galaretowatej substancji (w różnych proporcjach). Mezospora zawiera sporopoleninę i jest ornamentowana lub gładka (co jest diagnostyczną cechą gatunkową). Przed kiełkowaniem zanikają nadmiarowe jądra i chloroplasty pochodzące z gamety męskiej.

## Biologia i ekologia
Występuje w wodach słodkich wszystkich kontynentów, łącznie ze strefami podbiegunowymi. Zwykle w wodach stojących lub wolno płynących. Preferuje wody dobrze natlenione. Najczęściej zajmuje niewielkie zbiorniki, rowy, strumienie. Spotykana również w źródłach, na polach ryżowych czy w wodach kwaśnych. Roślina jednoroczna rozwijająca się głównie wiosną. Koniugacja najczęściej późną wiosną lub latem.
Zjadana przez różne organizmy roślinożerne – od pierwotniaków po ryby, ale rola ekologiczna słabo zbadana. Na niciach nie osiedla się peryfiton, co związane jest przypuszczalnie z oddziaływaniem allelopatycznym, w tym bakteriobójczym. Zdarza się, że powoduje zakwity i stanowi chwast w ujęciach wody. Często natomiast badana w pracach dotyczących fizjologii.
Rodzaj uwzględniany w obliczaniu Makrofitowego Indeksu Rzecznego do oceny jakości wód płynących bez różnicowania na gatunki. Ma w nim wartości W=1 (takson eurytopowy) i L=4 (takson wskazujący wody o przeciętnej, nieco podwyższonej trofii). Jest to pewne uproszczenie, gdyż niektóre gatunki są uznawane za wskaźniki wód czystych lub słabo zanieczyszczonych, tj. saprokseny (Spirogyra crassa, S. fluviatilis czy S. tenuissima), podczas gdy inne za saprofile preferujące wody trochę obciążone zanieczyszczeniami organicznymi (S. decimina).
Skamieniałe zygospory znajdowane w skałach od karbonu. Mają znaczenie w badaniach palinologicznych, np. w paleoekologii jako wskaźnik wód stojących, stosunkowo czystych, mezotroficznych i natlenionych oraz ciepłych warunków.